# Suragina disciclara
Suragina disciclara är en tvåvingeart som först beskrevs av Speiser 1914.  Suragina disciclara ingår i släktet Suragina och familjen bäckflugor. Inga underarter finns listade i Catalogue of Life.